# 上海フォーエレメント
『上海フォーエレメント』（シャンハイフォーエレメント）は、2000年9月28日にPlayStation 2で発売されたソフト。発売元はサンソフト。

## 概要
内容はこれまでの『上海』シリーズ同様で、全ての牌を消せばクリアとなり、時間切れ、手詰まりになった場合はゲームオーバーとなる。マルチタップに対応しており4人までの同時プレイが可能。
2001年10月4日にスーパーバリュー2800として再発売された。

## ステージ構成
- クラシック上海
- フロート
- キャンドルライト
- ウインドストーム

以上の4ステージに分けられている。